# Ежов, Борис Дмитриевич
 Ежов Борис Дмитриевич  (31.01.1908 — 14.11.1978) — живописец, Заслуженный художник БАССР (1976).

## Биография
Ежов Борис Дмитриевич родился 31.01.1908 года в г. Перми. В 1931 году окончил Саратовский художественно-промышленный техникум (Саратовское художественное училище им. А. П. Боголюбова).
Член Уфимского городского ССХ (ССХ БАССР, СХ СССР) с 1937 года. Работал художником кино, в Музее революции (1931—1933). В 1933 году вступил в товарищество «Башхудожник». С 1957 по 1960 г. — член правления Башкирского союза художников, член Художественного совета при Башкирских мастерских Художественного фонда СССР.
Ежов создавал произведения на исторические темы, отражающие атмосферу борьбы за Советскую власть: «Уральские партизаны», «Народные мстители», «Этих дней не смолкнет слава», «Партизанская вольница». В ряде картин художник воспроизвел и образ В. И. Ленина.
В 1930 году участвовал в выставке ОМАХРР (Саратов). Заслуженный художник БАССР (1976).
Жил и работал в г. Уфе. Умер 14.11.1978 года в г. Уфе.
Произведения Ежова хранятся в БГХМ им. М. В. Нестерова (Уфа), частных коллекциях.

## Выставки
- 3-я выставка ОМАХРР, Саратов, 1930.
- Республиканские, Уфа,
- С 1937, на всех, кроме молодёжных.
- Выставка произведений молодых художников РСФСР в Москве, 1941.
- Межобластная выставка, Казань, 1947.
- Декадная выставка Башкирского искусства, Москва, 1955.
- Декадная выставка башкирского искусства в Москве и Ленинграде, 1969.
- Зональные выставки «Урал социалистический»; Свердловск, 1964; Пермь, 1967; Челябинск, 1969; Уфа, 1974.
- Выставка произведений художников автономных республик РСФСР, Москва, 1971.
- Выставка произведений художников БАССР, посвященная 100-летию со дня рождения В. И. Ленина, Ульяновск, 1970.
- Выставка произведений художников 3-х зон, Москва, 1971.
- Всероссийская выставка «Художники РСФСР», Москва, 1956.
- Выставка произведений художников БАССР в ГДР, г. Галле, 1975.

## Основные работы
Салават, х. м., 1943. Уральские партизаны, х. м., 1949. Уральские партизаны х. м., 1955. Башкирский пейзаж, х. м., 1955. Весенние сумерки, х. м., 1956. Осенние сумерки, х. м., 1957. Спящая степь, х. м., 1957. В. И. Ленин в Уфе, х. м., 1959. Башкирская мелодия, х. м., 1959. Башкирские кони, х. м., 1961—1962. Полюшко-поле, х. м., 1974. Письмо от сына, х. м., 1975. В колхозной кузнице, х. м., 1976.

## Награды
Медаль «За доблестный труд в Великой Отечественной войне 1941—1945 гг.», 1946. Почетная грамота Президиума Верховного Совета БАССР за творческие успехи, 1955. Медаль «30 лет Победы в Великой Отечественной войне 1941—1945 гг.», 1975. Медаль «За доблестный труд в ознаменование 100-летия со дня: рождения В. И. Ленина», 1970.